# Allomelita pellucida
Allomelita pellucida är en kräftdjursart som först beskrevs av Georg Ossian Sars 1882. Enligt Catalogue of Life ingår Allomelita pellucida i släktet Allomelita och familjen Gammaridae, men enligt Dyntaxa är tillhörigheten istället släktet Allomelita och familjen Melitidae. Arten är reproducerande i Sverige. Inga underarter finns listade i Catalogue of Life.